# 哈薩克大陸
哈薩克大陸是個史前小型大陸，範圍為現今的鹹海、西伯利亞大陸、阿爾泰山脈、巴爾喀什湖之間的區域，相當於大部分的哈薩克，加上準噶爾盆地，面積達1300萬平方公里。
哈薩克大陸被認為是早古生代的火山島弧與小型地塊的集合體。在奧陶紀時期，這些陸塊與島弧聚合成一個小型大陸，孤立於當時其他大陸之外。在石炭紀到二疊紀，西伯利亞大陸與哈薩克大陸碰撞，形成阿爾泰山脈。之後，西伯利亞-哈薩克大陸與歐美大陸（波羅地大陸部分）碰撞，形成乌拉尔造山运动，造成現今歐亞大陸內部大部分的盆地。
哈薩克大陸現今是個平坦的區域，只有卡拉干達東側的地勢較高（最高達1,565公尺）。該地區大部分氣候乾燥，屬內流區，有許多草原可放牧牛、綿羊、以及駱駝。在第四紀時期，這個區域過於乾燥，所以沒有冰河。這個區域的鈾產量，佔了全球產量的1/4，此外還盛產鉛、鋅、銻。南邊的圖蘭低地蘊藏大量天然氣。中世纪阿拉伯史家称吉尔吉斯草原。

## 外部連結
- Map of the Kazakhstan Block and surrounding areas
- Ordovician-Permian paleogeography of Central Eurasia（页面存档备份，存于）